# آلسام، گرانینگن
آلسام، گرانینگن (به لاتین: Aalsum, Groningen) یک سکونتگاه مسکونی در هلند است که در زویدهرن واقع شده‌است.